# قائمة قرارات الأمم المتحدة المتعلقة بالسودان

جلسة مجلس الأمن التابع للأمم المتحدة التاريخية بإحالة الوضع في دارفور إلى المحكمة الجنائية الدولية

تناولت قرارات مجلس الأمن التابع للأمم المتحدة المتعلقة بالسودان بشكل أساسي حماية حقوق الإنسان، وفرض عقوبات والحرب في جنوب السودان وإقليم دارفور، وإنشاء بعثات سلام، ودعم الإنتقال الديموقراطي.

## قائمة قرارات الأمم المتحدة المتعلقة بالسودان
| رقم القرار                                    | التاريخ        | الموضوع                       | ملخص القرار |
| قرار مجلس الأمن التابع للأمم المتحدة رقم 1547 | 11 يونيو 2004  | الحرب في جنوب السودان         | قرار مجلس الأمن التابع للأمم المتحدة 1547، الذي اتخذ بالإجماع في 11 يونيو 2004، أنشأ القرار فريقا متقدما بقيادة الممثل الخاص للأمين العام لفترة أولية مدتها ثلاثة أشهر لتسهيل الاتصالات بين الطرفين وتقديم الدعم بعد توقيع اتفاق السلام الشامل. وفي الوقت نفسه، كان المجلس يعتزم إنشاء عملية دعم لتيسير تنفيذ اتفاق السلام، وطلب إلى الأمين العام كوفي عنان تقديم توصيات بشأن تكوينه وولايته والتحضير لنشره. وشدد المجلس أيضا على أهمية وجود قدرة إعلامية فعالة عن طريق الإذاعة والتلفزيون والصحف من أجل تعزيز عملية السلام ودور الأمم المتحدة. وحث الطرفين على إنهاء العنف في منطقة دارفور وأعالي النيل ومناطق أخرى. |
| قرار مجلس الأمن التابع للأمم المتحدة رقم 1556 | 30 يوليو 2004  | الحرب في دارفور               | طالب الحكومة السودانية بنزع سلاح ميليشيا الجنجويد وأن تقدم إلى العدالة أولئك الذين ارتكبوا انتهاكات حقوق الإنسان والقانون الدولي الإنساني في دارفور. وفي الوقت نفسه، فُرض حظر على الأسلحة على الجماعات العاملة في ولاية شمال دارفور، وولاية غرب دارفور، وولاية جنوب دارفور، بما في ذلك الجنجاويد، والتي ستتم مراجعتها إذا قرر المجلس أن السودان قد امتثل لمطالبه |
| قرار مجلس الأمن التابع للأمم المتحدة رقم 1590 | 24 مارس 2005   | الحرب في جنوب السودان         | أنشأ المجلس بعثة الأمم المتحدة في السودان لفترة أولية مدتها ستة أشهر. رحب مجلس الأمن بتوقيع اتفاق السلام الشامل في يناير 2005 من قبل الحكومة السودانية وجيش الحركة الشعبية لتحرير السودان. تم حث الأطراف على إحلال السلام والاستقرار في دارفور ومنع المزيد من انتهاكات حقوق الإنسان والقانون الإنساني الدولي، ووضع حد للإفلات من العقاب. وقد أُدينت هذه الانتهاكات لحقوق الإنسان ولوقف إطلاق النار. |
| قرار مجلس الأمن التابع للأمم المتحدة رقم 1591 | 29 مارس 2005   | الحرب في دارفور               | قرار مجلس الأمن التابع للأمم المتحدة 1591، بشأن الوضع في السودان، فرض المجلس حظرا على السفر وتجميدا للأصول على من «يعرقلون عملية السلام» في دارفور. تم تبني القرار بأغلبية 12 صوتًا وامتناع ثلاث دول عن التصويت من الجزائر والصين وروسيا، الذين أعربوا جميعًا عن اعتراضهم على استخدام العقوبات الدولية واعتقدوا أن القرار فشل في الاعتراف بالتقدم الذي أحرزته الحكومة السودانية. |
| قرار مجلس الأمن التابع للأمم المتحدة رقم 1593 | 31 مارس 2005   | الحرب في دارفور               | قرار مجلس الأمن التابع للأمم المتحدة رقم 1593، الذي تم تبنيه في 31 مارس 2005، بعد تلقي تقرير من لجنة التحقيق الدولية بشأن دارفور، أحال المجلس الوضع في إقليم دارفور بالسودان إلى المحكمة الجنائية الدولية وطالب السودان بالتعاون بشكل كامل. وكانت هذه هي المرة الأولى التي يحيل فيها المجلس قضية ما إلى المحكمة، كما أنه أجبر دولة على التعاون معها. |
|                                               |                |                               | |
| قرار مجلس الأمن التابع للأمم المتحدة رقم 1651 | 21 ديسمبر 2005 | الحرب في دارفور               | قرار مجلس الأمن التابع للأمم المتحدة رقم 1651، بعد التذكير بالقرارات السابقة بشأن الوضع في السودان، ولا سيما القراران 1556 (2004) و1591 (2005)، مدد المجلس ولاية فريق خبراء رصد العقوبات ضد انتهاكات حقوق الإنسان في إقليم دارفور حتى 29 مارس 2006. كان هذا آخر قرار لمجلس الأمن اتخذ في عام 2005 |
| قرار مجلس الأمن التابع للأمم المتحدة رقم 1665 | 29 مارس 2006   | الحرب في دارفور               | قرار مجلس الأمن التابع للأمم المتحدة رقم 1665، الذي اتخذ بالإجماع في 29 مارس 2006، مدد مجلس الأمن ولاية لجنة مراقبة العقوبات وانتهاكات حقوق الإنسان في منطقة دارفور حتى 29 سبتمبر / أيلول 2006 |
| قرار مجلس الأمن التابع للأمم المتحدة رقم 1672 | 25 أبريل 2006  | الحرب في دارفور               | قرار مجلس الأمن التابع للأمم المتحدة رقم 1672، الذي اعتمد في 25 أبريل 2006، فرض مجلس الأمن عقوبات سفر وعقوبات مالية على أربعة سودانيين بسبب تورطهم في نزاع دارفور. وهذه هي المرة الأولى التي تُفرض فيها عقوبات على أفراد في المنطقة. |
| قرار مجلس الأمن التابع للأمم المتحدة رقم 1556 | 30 يوليو 2004  | الحرب في دارفور               | قرار مجلس الأمن التابع للأمم المتحدة رقم 1556 المعتمد في 30 يوليو 2004، تطالب الحكومة السودانية بنزع سلاح ميليشيا الجنجويد وأن تقدم إلى العدالة أولئك الذين ارتكبوا انتهاكات حقوق الإنسان والقانون الدولي الإنساني في دارفور. |
| قرار مجلس الأمن التابع للأمم المتحدة رقم 1769 | 31 يوليو 2007  | الحرب في دارفور               | قرار مجلس الأمن التابع للأمم المتحدة 1769، الذي اتخذ بالإجماع في 31 يوليو 2007، بعد إعادة تأكيد جميع القرارات بشأن الوضع في السودان، أنشأ المجلس العملية المشتركة للاتحاد الأفريقي والأمم المتحدة في دارفور (UNAMID) في محاولة لإنهاء العنف في دارفور لفترة أولية اثني عشر شهرا. عد رفض مسودة النسخة الأولى التي تضمنت التهديد بفرض عقوبات، وافق السودان على قبول قرار ثان لا يتضمن التهديدات بالعقوبات التي وصفها بأنها «خطوة في الاتجاه الصحيح». |
| قرار مجلس الأمن التابع للأمم المتحدة رقم 2046 | 2 مايو 2012    | الصراع بين شمال وجنوب السودان | قرار مجلس الأمن التابع للأمم المتحدة 2046 الذي اتخذ في 2 مايو 2012، نص على أن تتوقف الحكومات في شمال وجنوب السودان عن إيواء أو دعم مجموعات متمردة ضد الدولة الأخرى، كما طالب حكومة السودان والحركة الشعبية - قطاع الشمال (المرتبط بالحركة الشعبية في دولة جنوب السودان) بالتعاون الكامل مع فريق الاتحاد الأفريقي ورئيس الهيئة الحكومية الدولية المعنية بالتنمية، بغية التوصل إلى تسوية تتضمن ترتيبات سياسية وأمنية متعلقة بولايتي النيل الأزرق وجنوب كردفان المحاذيتين لدولة جنوب السودان. |
| قرار مجلس الأمن التابع للأمم المتحدة رقم 2606 | 15 نوفمبر 2021 | الصراع بين شمال وجنوب السودان | قرار مجلس الأمن التابع للأمم المتحدة 2606 الذي اتخذ في 15 نوفمبر 2021، تمديد قوة الأمم المتحدة الأمنية المؤقتة لأبيي حتي 31 ديسمبر 2021 |
| قرار مجلس الأمن التابع للأمم المتحدة رقم 2524 | 3 يونيو 2020   | دعم الإنتقال الديموقراطي      | قرار مجلس الأمن التابع للأمم المتحدة 2524 الذي اتخذ في 3 يونيو 2020، قرر أنشاء بعثة الأمم المتحدة المتكاملة للمساعدة الانتقالية في السودان ولفترة أولية مدتها 12 شهرا. |
| قرار مجلس الأمن التابع للأمم المتحدة رقم 2579 | 3 يونيو 2021   | دعم الإنتقال الديموقراطي      | قرار مجلس الأمن التابع للأمم المتحدة 2524 الذي اتخذ في 3 يونيو 2021، قرر تمديد ولاية بعثة الأمم المتحدة المتكاملة للمساعدة الانتقالية في السودان لفترة أخري مدتها 12 شهرا. |
| قرار مجلس الأمن التابع للأمم المتحدة رقم 2636 | 3 يونيو 2022   | دعم الإنتقال الديموقراطي      | قرار مجلس الأمن التابع للأمم المتحدة 2524 الذي اتخذ في 3 يونيو 2022، قرر تمديد ولاية بعثة الأمم المتحدة المتكاملة للمساعدة الانتقالية في السودان لفترة أخري مدتها 12 شهرا. |

## اقرأ ايضاً
- الحرب الأهلية السودانية الثانية
- النزاع السوداني في جنوب كردفان والنيل الأزرق
- الحرب في دارفور